# Saint-Yzan-de-Soudiac
Saint-Yzan-de-Soudiac – miejscowość i gmina we Francji, w regionie Nowa Akwitania, w departamencie Żyronda.
Według danych na rok 1990 gminę zamieszkiwało 1461 osób, a gęstość zaludnienia wynosiła 131 osób/km² (wśród 2290 gmin Akwitanii Saint-Yzan-de-Soudiac plasuje się na 291. miejscu pod względem liczby ludności, natomiast pod względem powierzchni na miejscu 989.).